# Нефтяная платформа

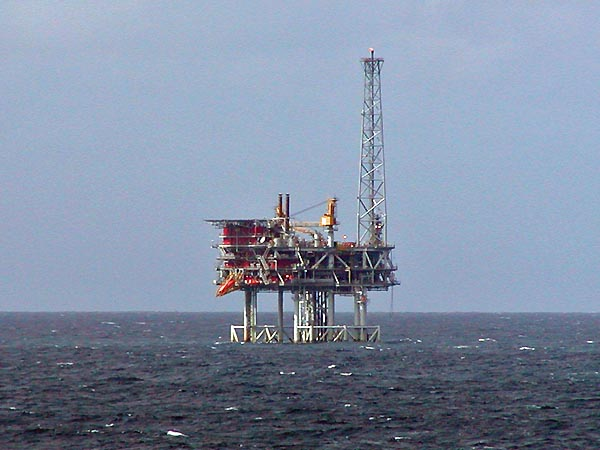
Нефтяная платформа

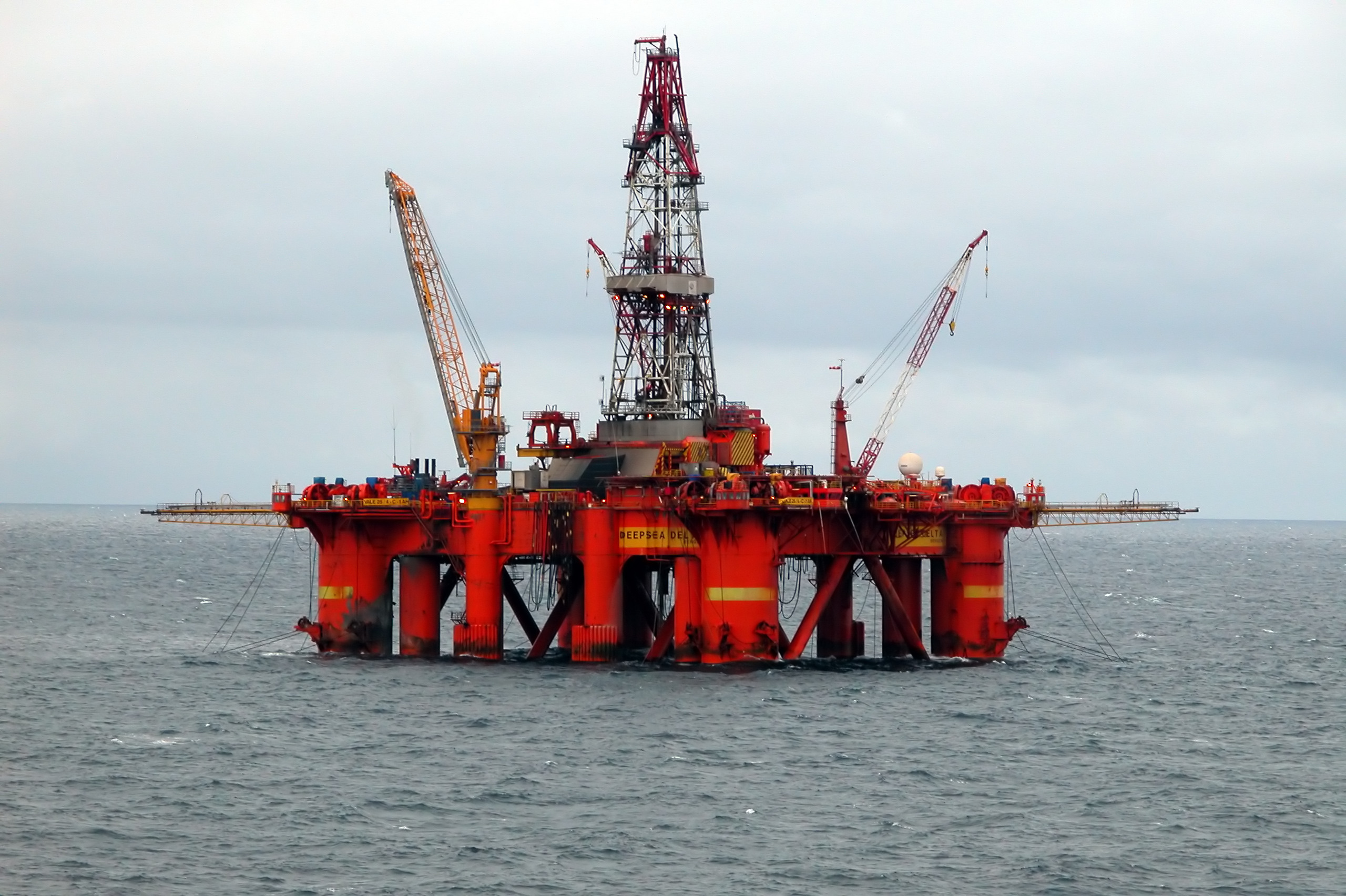
Буровая платформа в Северном море

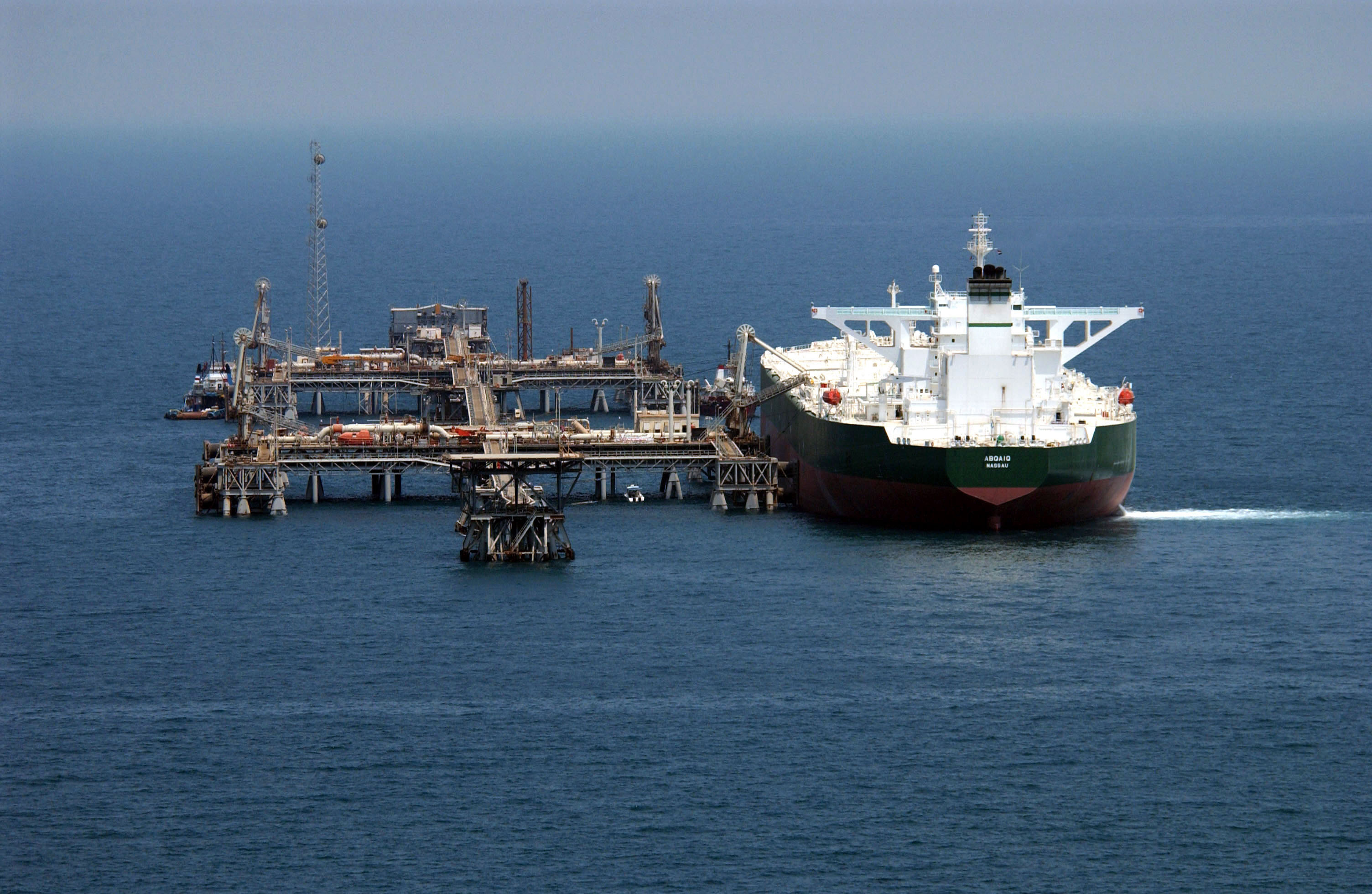
Загрузка нефти в танкер

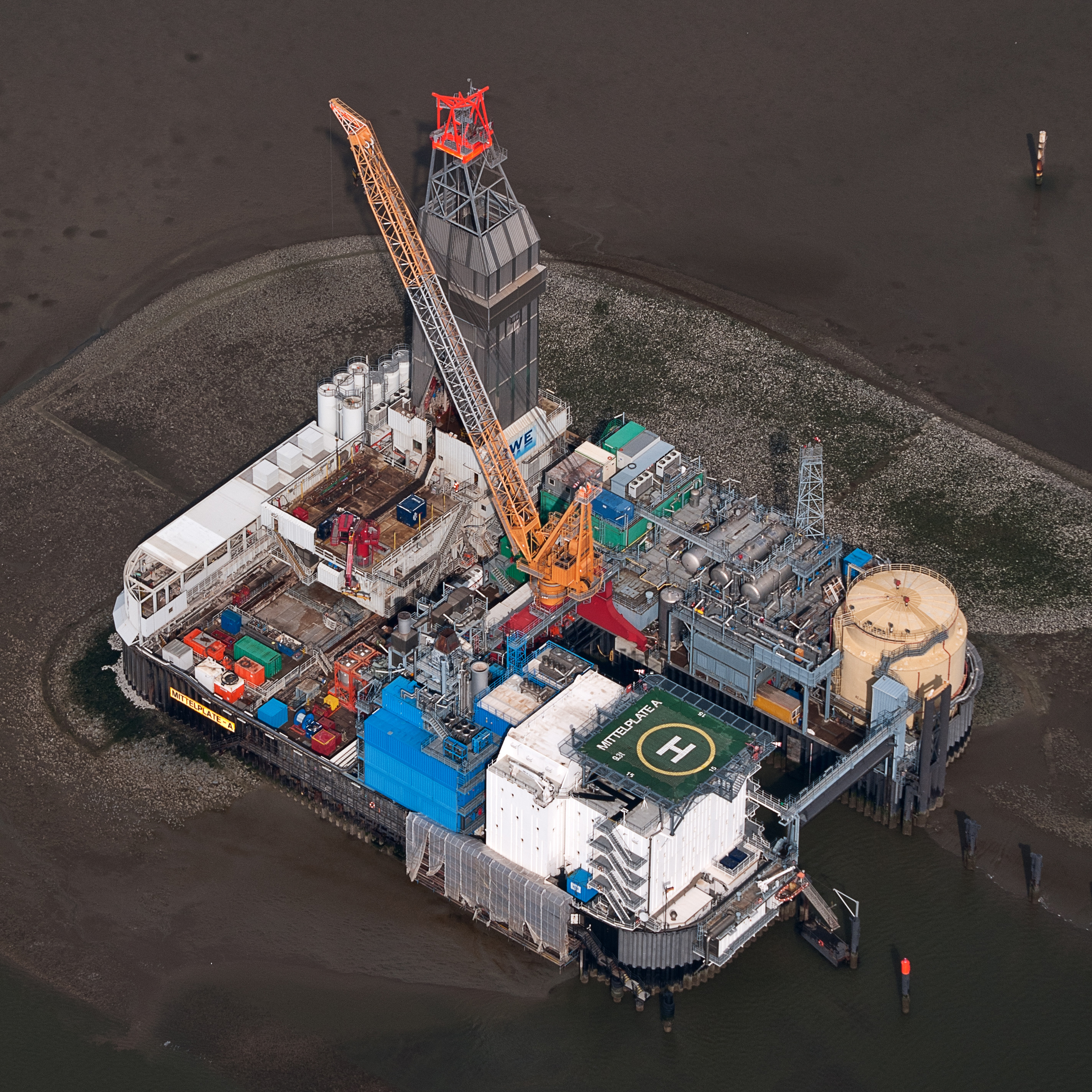
Нефтяная платформа на Миттельплате, крупнейшем месторождении нефти Германии

Нефтяная платформа — сложный инженерный комплекс, предназначенный для бурения скважин и добычи углеводородного сырья, залегающего под дном моря, океана либо иного водного пространства.
Когда нефть найдена, нефтяная буровая платформа может перемещаться в другое место для поиска нефти, а на ее место прибывает плавучая установка для добычи, хранения и отгрузки нефти (FPSO).
Однако морское бурение сопряжено с экологическими проблемами как из-за добываемых углеводородов, так и из-за материалов, используемых во время буровых работ. Споры по этому поводу наиболее остро стоят в США.

## История
Первая нефтеплатформа была помещена в прибрежную область штата Луизиана в 1938 году. Она была построена компанией Superior Oil.
Первая же морская нефтяная платформа, Нефтяные Камни, была построена на металлических эстакадах в 1949 году в Каспийском море, на расстоянии около 40 км к востоку от Апшеронского полуострова в СССР на территории Азербайджана. Она числится в списке Книги рекордов Гиннесса как старейшая морская нефтяная платформа.
В СССР проектированием нефтяных платформ и других компонентов морской нефте- и газодобычи занималось ЦКБ «Коралл» (г. Севастополь), в настоящее время ЦКБ «Коралл» входит в состав АО «ОСК», Россия. В России строятся нефтяные платформы на судоверфях Выборга, Калининграда, Астрахани и Северодвинска.
Стоимость платформы в России составляет от 0,3 до 1 млрд долларов. При этом технологическая часть объекта строится обычно в Южной Корее. Основание платформы могут произвести судостроительные корпорации в РФ.

## Типы

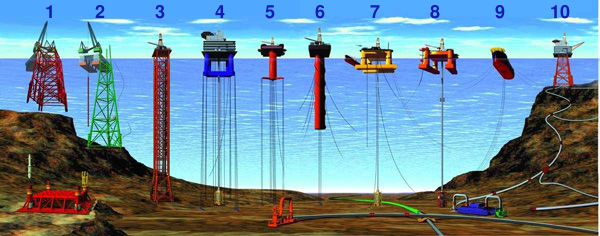
Различные технологии морской добычи нефти и газа: 1 и 2 — стационарные платформы, 3 — нефтяная платформа с гибкой башней, 4 и 5 — нефтяные платформы с растянутыми опорами, 6 — нефтяная платформа типа Spar, 7 и 8 — полупогружные платформы, 9 — судно FPSO, 10 — подводный добычной комплекс

Одна из наиболее главных классификаций нефтяных платформ — по рабочему положению. Среди таковых выделяют платформы, опирающиеся на дно (стационарные) и  не опирающиеся на дно (или плавучие буровые установки, ПБУ). 
- Стационарная нефтяная платформа.
- Нефтяная платформа с гибкой башней.
- Полупогружная нефтяная буровая платформа (ППБУ), разведочная или добывающая.
- Самоподъёмная буровая установка (СПБУ), чаще всего разведочная.
- Плавучее нефтехранилище, которое может или просто хранить нефть, или хранить и отгружать её на берег (плавучее нефтеналивное хранилище), или добывать, хранить и отгружать нефть  (плавучая установка для добычи, хранения и отгрузки нефти, англ. FPSO - Floating Production Storage and Offloading).
- Нефтяная платформа с растянутыми опорами (плавучее основание с натяжным вертикальным якорным креплением).
- Нефтяная платформа типа Spar (используются для бурения нефти в очень глубоких водах, с лонжероном под водой, простирающимся до 200 метров, крепятся к морскому дну посредством специальной системы швартовки (свай), которые врезаются в морское дно на 67 м[3]).

## Устройство
Нефтяная платформа состоит из четырех основных компонентов: корпус (блок-кондуктор, мини-платформа), якорная система, палуба и буровая вышка. Корпус — это понтон с палубой. На палубе размещаются бурильные трубы, подъёмные краны и вертолётная площадка. Буровая вышка опускает бур к морскому дну и поднимает его по мере необходимости. После завершения бурения на дне устанавливают превентор (противовыбросную систему) и устьевую арматуру, что позволяет избежать утечки нефти из новой скважины.

## Наиболее крупные нефтеплатформы
Платформа Петрониус является гибкой башней в Мексиканском заливе, по образцу платформы Hess Baldpate, который стоит в 2000 футах (610 м) над дном океана. Это одно из самых высоких сооружений в мире.
Платформа Хайберния в Канаде является самой тяжелой по весу морской платформой, расположена в бассейне Жанны д'Арк в Атлантическом океане у побережья Ньюфаундленда. Основание гравитационного типа (GBS), установленное на дне океана, имеет размеры в 111 метров (364 футов) в высоту и предоставляет емкость для хранения 1,3 млн баррелей (210 тыс. м³) сырой нефти в кессонах высотой 85 метров (279 футов). Платформа действует как небольшой бетонный остров с зубчатыми внешними краями, чтобы выдерживать воздействие айсберга массой до 6 млн тонн. ОГТ содержит производственные резервуары для хранения, а остальная часть пустого пространства заполнена балластом; общий вес конструкции составляет около 1,2 млн тонн.

## Как выбирают, какую строить платформу
Выбор той или иной системы зависит от предполагаемого объёма выработки, глубины, а также удалённости от берега. Так, если месторождение расположено на мелководье, то на суше строится буровая станция с наклонной скважиной.
Когда суша близко, устанавливают стационарную платформу на небольшой глубине – это позволяет поставить систему на сваи или закрепить бетонными блоками.
Если до берега сотни километров, а глубина составляет примерно 80 м, используют плавучие системы с опорами. При глубине до 200 м закрепить донные анкеры невозможно: здесь на выручку приходят платформы с системами позиционирования, а для сверхглубокой разработки подходят только буровые суда.

Добыча нефти из подводных месторождений – технически невероятно сложный процесс, требующий постоянной работы учёных и инженеров.